# Anna és a király (film, 1999)
Az Anna és a király (eredeti cím: Anna and the King) egész estés amerikai film, amelynek alapja Anna Leonowens Anna and the King of Siam című naplója, illetve az ez alapján Margaret Landon által írt Anna és a király című regény. Ez a film újrafeldolgozása az 1956-ban készült Anna és a sziámi király című drámának, azonban sok részletben különbözik az '56-os verziótól, és az ugyanerről a történetről szóló The King and I című musicaltől is.
Amerikában 1999. december 17-én, Magyarországon pedig 2000. február 24-én mutatták be a mozikban.
A produkció rendezője Andy Tennant, főszereplői Jodie Foster és Chow Yun-fat. A jelenetek legtöbbjét Malajziában vették fel, főként Penang és Ipon környékén. A filmzenét a brit származású George Fenton szerezte. A film összesen tizenkét jelölést kapott különböző díjakra, köztük két Oscar-díj és két Golden Globe-díj jelölést is.

## Cselekmény
A film Anna Leonowens (Jodie Foster) és IV. Ráma thaiföldi király (Chow Yun-fat) történetét követi nyomon. Anna, az özvegy tanárnő Sziámba érkezik fiával, Louis-val (Tom Felton), hogy angolt tanítson a király legidősebb gyermekének, Chulalongkorn hercegnek, aki a trón várományosa. A tanárnő erős akaratú, okos nő, és ez tetszik az uralkodónak, aki modernizálni akarja országát, hogy biztonságban tudja azt a gyarmatosítók fenyegetésétől, közben azonban meg is szeretné tartani ősi hagyományaikat, melyek Sziám egyediségét jelentik.
Anna érkezésük után azonnal szembetalálja magát a Sziámban fennálló, nőket alsóbbrendűnek tartó rendszerrel. Két héten át sem sikerül Mongkut elé jutnia, hogy feladatáról beszéljenek, így szinte a király elé kell törnie. Talpraesettségét, bátorságát a király pozitívan értékeli, ezért nem csak legidősebb fia, Chulalongkorn herceg, hanem az egész királyi család tanításával bízza meg. 33 feleség, 42 ágyas és 58 gyermek alkotja a tanárnő iskoláját, melyek elbűvölik őt, főként a kis hercegnő, Fa Ying.
Az iskolában már az első napon összeütközésbe kerül Louis és Chulalongkorn, verekedés tör ki az osztályban. A tanárnő rendet tesz, és mindkét fiút egyforma büntetésben részesíti, amivel a herceg tiszteletét is kivívja, és maga a király is egyetért vele. Azon az estén Anna és Chulalongkorn egy kikötözött, szörnyű állapotban lévő rabszolgát találnak. A tanárnő belekeveredik az ügybe, saját gyűrűjén veszi meg a szolgát, hogy megmentse helyzetéből. Amikor a szolga gazdája, Jao Jom Manda Ung Mongkut elé járul panaszával, a király eleinte a gazdag családok védelmében beszél, majd mégis igazat ad Anna tetteinek, és törvényeik magyarázatával kioktatja a felháborodott nőt.
Az iskolába új tanítvány érkezik, Tuptim, a király legújabb ágyasa, akit apja ajánlott fel a király szolgálatára. Anna egyre jobban érzi magát mind tanítványai körében, mind a Mongkut mellett. Az uralkodó betartja korábbi ígéretét, és a palotán kívül felajánl egy házat Annának, ahol fiával és két indiai szolgálójával élhetnek saját hagyományaik szerint.
Alak (Randall Duk Kim), a király tanácsadója beszámol az országban uralkodó helyzetről a Mongkutnak, és harcra buzdítja a királyt, ám ő békésebb megoldást keres. A tanárnő segítségével estélyt rendez az angol diplomaták és előkelőségek számára, hogy javítsa kapcsolatát az angolokkal és így megvédje országát a francia gyarmatosító törekvésektől. Az estély remekül sikerül, a király, Lord Bradley (Geoffrey Palmer) és Mr. Kinkaid (Bill Stewart) szócsatáját Anna zárja le, majd az estély nyitótáncán Anna nagy meglepetésére Mongkut őt kéri fel. A király később egy gyönyörű gyűrűt ad a tanárnőnek, hogy így köszönje meg a fontos esemény megrendezését, ám Anna érzelmeivel harcolva nem fogadja el azt.
Néhány napos iskolaszünet következik a hosszú esőzések miatt, eközben a kis Fa Ying hercegnőt kolera támadja meg. A király tanácsadója, a Kralahom (Syed Alwi) a kislány halálos ágyához hívja Annát. Fa Yingot nem lehet megmenteni.
Több szócsata és kellemes pillanat során kettejük kapcsolata egyre közvetlenebb, érzelmeik kezdenek napvilágot látni saját maguk és a külvilág számára is. A vízparti jelenetben Mongkut megfeledkezve magáról majdnem megcsókolja a tanárnőt.
Lady Tuptim Anna segítségével levelet küld szerelmének, Balatnak. Válaszából a lány megtudja, hogy Balat beáll szerzetesnek, mert nem tud másképp élni Tuptim nélkül. A meggondolatlan lány férfinek álcázva magát szintén a szerzetesek közé áll, csak hogy szerelme közelében lehessen, de titka kiderül. A tanárnő segíteni próbál, ám a helyzet úgy hozza, hogy sem ő, sem – Anna túl magabiztos közbenjárása miatt – maga Mongkut sem tud segíteni rajtuk, és a két szerelmest kivégzik. Anna a történtek után a hajóállomásra készülődik, fiával együtt vissza akar térni Angliába.
Alak és a király testvére, Chowfa herceg sikeresen legyőz egy vélhetően burmai ellenálló csapatot, ám Alakról kiderül, hogy áruló, és saját katonáikat, velük együtt Chowfa herceget meggyilkolják. Anna az angol küldöttséghez megy magyarázatért, mert a burmaiak támadását angol provokációnak gondolja. Lord Bradley és társai lenézően beszélnek vele Mongkuttal való kapcsolata miatt. A király híreket kap arról, hogy Alak és serege a palota felé tart, hogy a király és családja lemészárlásával a Chakri-dinasztiának véget vessen. Mongkut serege nem érhet időben a segítségükre, de a királynak új ötlete támad: kihirdetik az országban, hogy fehér elefántot találtak Prachin Buriban, és az egész királyi család oda indul, hogy Mongkut gyermekeit, feleségeit útközben a Nong Khaiban található kolostorban rejthesse el. Kralahom visszahívja Annát a hajóállomásról, mert úgy véli, ő rá tudja venni a királyt, hogy gyermekeivel tartson, ne maradjon a veszélyes palotában.
Alak rájön a cselre, és lázadó seregével útközben akar lecsapni a családra. Mongkut továbbküldi Annát és a családot a kolostorba, miközben ő három emberével a támadók és köztük lévő híd felrobbantását tervezi. A király megpróbálja elhitetni Alakkal, hogy nem egyedül érkezett, hanem az angolok hatalmas serege közeledik mögötte. A tanárnő, fiával és a család tagjaival együtt kürtöket fújnak, rakétákat robbantanak, hogy alátámasszák Mongkut blöffjét, és a lázadók elmenekülnek. Alak megpróbálja lelőni Mongkutot, ekkor a király embere a hidat felrobbantja. A sikeres csel miatt a család megmenekül, a fenyegetés elhárul.
Anna Leonowens végül a hazatérés mellett dönt, nem bír megbirkózni érzelmeivel, melyek nem válhatnak valóra. Sziámban jelenleg „nincs megoldás egy király és egy tanárnő számára”, bármennyire vágynak erre mindketten.
„Hála apja, Mongkut király látomásának és Anna Leonowens tanításának, Chulalongkorn király nem csak Sziám függetlenségét vívta ki, de eltörölte a rabszolgaságot, vallásszabadságot hirdetett és megreformálta a jogi rendszert.”

## Szereplők
| Karakter                                                | Színész                | Magyar hang       |
| ------------------------------------------------------- | ---------------------- | ----------------- |
| Anna Leonowens                                          | Jodie Foster           | Orosz Anna        |
| Mongkut király                                          | Chow Yun-Fat           | Mihályi Győző     |
| Tuptim                                                  | Bai Ling               | Huszárik Kata     |
| Louis Leonowens                                         | Tom Felton             | Baradlay Viktor   |
| A Kralahome, miniszterelnök                             | Syed Alwi              | Versényi László   |
| Alak tábornok                                           | Randall Duk Kim        | Rudas István      |
| Chowfa herceg, Mongkut király testvére                  | Kay Siu Lim            |                   |
| Fa-Ying hercegnő                                        | Melissa Campbell       |                   |
| Chulalongkorn herceg                                    | Keith Chin             | Stukovszky Tamás  |
| Moonshee, Leonowensék indiai szolgája                   | Mano Maniam            | Dobránszky Zoltán |
| Beebe, Leonowensék indiai szolgálónője                  | Shanthini Venugopal    | Illyés Mari       |
| Lady Thiang, főfeleség                                  | Deanna Yusoff          | Farkasinszky Edit |
| Lord John Bradley                                       | Geoffrey Palmer        | Perlaki István    |
| Lady Bradley                                            | Anne Firbank           | Bókai Mária       |
| Mycroft Kincaid, Brit Kelet-Indiai Társaság megbízottja | Bill Stewart           | Bácskai János     |
| Khun Phra Balat                                         | Sean Ghazi             |                   |
| Phim                                                    | K.K. Moggie            |                   |
| Noi                                                     | Dharma Harun Al-Rashid |                   |
| Nikorn                                                  | Harith Iskander        |                   |
| Pitak                                                   | Yusof B. Mohd Kassim   |                   |
| Tolmács                                                 | Afdlin Shauki          | Welker Gábor      |
| Lady Jao Jom Manda Ung                                  | Swee-Lin               |                   |
| Chulalongkorn király (hangja)                           | Ramli Hassan           | Csőre Gábor       |
| Blake százados                                          | Robert Hands           | Seder Gábor       |
| Sebhelyesarcú vezető                                    | Yu Beng Lim            |                   |
| Phya Phrom bíró                                         | Kenneth Tsang          |                   |
| Második bíró                                            | Kee Thuan Chye         |                   |
| Harmadik bíró                                           | Teoh Kah Yong          |                   |

## Fogadtatás
A Mozinet.hu szerint Jodie Foster játéka visszafogott, a szerepre tökéletesen megfelelő, és nem játssza túl a szerepet, Chow Yun-fat pedig akciófilmjei után a drámai alakításban is megállta helyét, azonban bírálja az alkotók munkáját, mert szerinte Andy Tennant „operatőre nem használja ki a varázslatos tájból adódó lehetőségeket, és képtelen elkerülni, hogy a befejezés ne váljon giccsé.” A filmet a Mozinet összességében 63%-osra értékeli. Emanuel Levy, a Variety munkatársa méltatja a filmet a nagy számú ázsiai szereplő miatt, valamint a díszletet, jelmezt, a filmzenét és csodálatos háttereket. Max Messier a Filmcritic.com-on Chow Yun-fat mozgását és erőteljes jelenségét Steve McQueenhez hasonlította. Véleménye szerint Chow tökéletesen megjelenítette a kelet-ázsiai uralkodók rideg, merev és mindenható viselkedését. Messier Jodie Foster csodálatos színészi képességeinek tulajdonítja, ahogy az Anna és Mongkut király közötti érzelmeket megjelenítette. A Killermovies.comon Scott Hunt így összegezte véleményét: „Az Anna és a király felülmúlja a klisés hagyományos szerelmi történeteket azzal, hogy kerüli az émelyítő érzelgősséget”. A New York Post szerint a film olyan családi szórakoztató műsor, melyet nem lehet megismételni. Rita Kempley a Washington Postban a legnagyobb meglepetésnek Chow Yun-fat alakítását tartotta, akit azelőtt leginkább John Woo akciófilmjeiből ismerhettünk. Eddigi vadságához képest ebben a filmben vonzó, királyi tartású, férfiassággal teli, sok gyengédséggel és humorral a gyerekes machóság helyett. A Film.com szerint a film „magával ragadó, tele érzelmekkel és humorral, egy hiteles szerelmi történet, ami a tehetséges Oscar-díj nyertes Jodie Fosternek és a hongkongi akciósztár Chow Yun-fatnek köszönhető”. A TV Guide oldalán azt olvashatjuk, hogy az Anna és a király „ügyesen és nagyszerűen kidíszített újragondolása Anna Leonowens naplójának”.
A Filmvilág cikkírója hatásvadásznak, felszínesnek, érzelgősnek és sekélyesnek értékelte a filmet, mely a „giccs minden eleméből merít”. A The New York Times oldalain Stephen Holden Chow Yun-fat alakítását Yul Brynner, a film korábbi verziójában (Anna és a sziámi király) és a musicalben Mongkut királyt alakító színészhez hasonlítja. Szerinte bár Chow impozáns tekintélyt adott a szereplőnek, a cikk írója mégis hiányolja belőle Brynner megfélemlítő haragját. Az amerikai újságírók véleményeit összesítő Rotten Tomatoes weboldal a filmet 51%-ra értékelte, kritikája szerint a „gyönyörű felvételek sem segítettek azon, hogy az Anna és a király unalmas és terjengős”. A Washington Post egy másik cikkében Desson Howe szerint a film nem lett az a szélesvásznú románc, amit elérni szándékozott, aminek oka, hogy „egyetlen szív van a két főszereplő között, és az csak Chow mellkasában dobog”. Howe véleménye az, hogy Jodie Foster nem képes melegséget sugározni, és ehhez a filmhez ez nélkülözhetetlen lett volna. A Miami Herald egy munkatársa is hasonlóképp fogalmazott, szerinte Chow Yun-fat az egyetlen indok, amiért ezt a filmet érdemes megnézni.
A film 2000-ben tizenkét jelölést kapott különböző díjakra. Oscar-díjra jelölték a Legjobb látványtervezés / díszlet és Legjobb jelmeztervezés kategóriában, Golden Globe-ra a Legjobb eredeti filmzene és Legjobb eredeti betétdal (Joy Enriquez:How can I not love you) kategóriában, ezen kívül további jelölései: Excellence in Production Design Award, Silver Ribbon Award, Golden Reel Award, Golden Satellite Award (3) és Young Artist Award (2).

## Hatásai
A thaiföldi kormány nem adott engedélyt a film készítőinek, hogy Thaiföldön forgassanak, ezért folytak a felvételek Malajziában. A film bejezése után pedig nem engedélyezték annak forgalmazását országukban, amit azzal indokoltak, hogy olyan jeleneteket tartalmaz, melyek tiszteletlenséget szülnének a királlyal szemben. Thaiföldön jelentős felháborodást keltett a valóság elferdítése, melyet a film ezen változatában megjelenítettek. Anna Leonowens művében felnagyította saját szerepét, a királyra gyakorolt hatását. A feldolgozásokban királyuk egy bolondnak látszik.
Már az 1946-os változatot is – bár eleinte nem -, 1950-ben betiltotta a thai kormány a fentebbi okok miatt. A történet helyesbítésére két ismert thai személyiség, Seni és Kukrit Pramoj 1948-ban megírták a The King of Siam Speaks című művet. A kéziratot elküldték az amerikai politikus és diplomata Abbot Low Moffatnak, aki beledolgozta azt az 1961-ben írt Mongkut the King of Siam című biográfiájába. A készítők a tilalom miatt a Thai Nemzeti Rendőrség filmcenzorai elé terjesztették a filmet, de a hatóságok továbbra is fenntartották a tilalmat. A filmcenzorok döntésük előtt szakértőket is bevontak a vizsgálatba, köztük a thai filmes Chatri Chalerm Yugala-t, aki a királyi család tagja. A cenzor társaság elnöke illegálisnak minősítette a 20th Century Fox produkcióját, és elrendelte, hogy a rendőrség kutassa fel a már Bangkokba eljutott kalózmásolatokat. Scott Neeson, a Fox alelnöke nyilatkozatában azt közölte, a thai kormány által sérelmezett részleteket, a történelmi érzékenységüket megérti, de úgy véli, bárki, aki a filmet megnézi, semmi esetre sem fogja a királyi család gúnyolását látni benne.
A cenzúrázó társaság kifogást emelt Anna és a király szócsatái ellen is, mert az nem elfogadható Thaiföldön. Ezen kívül azt is a Fox szemére vetették, hogy a film moziplakátján Mongkut király nem illően szerepel. A plakáton a király Anna mögött áll és onnan mosolyog rá, azonban Thaiföldön, ha a királyt közemberek alatt vagy mögött jelenítik meg, az helytelen. A stúdió ezek után átdolgozta a filmplakátot.
A The Nation című angol nyelvű thai napilap szerint a thai nép megkérdőjelezte a fennálló demokráciát a tilalom miatt, illetve azt is közölte, hogy az amerikaiaknak tetszett a produkció. A cikk írója szerint sokkal jobb megoldások is lehettek volna a betiltás helyett. Akár a film elején/végén figyelmeztető illetve magyarázó szöveg jobb lett volna, de amelyik filmben a thai uralkodócsalád megjelenik, királyi rábólintás szükséges a forgalmazáshoz.

## Egyéb feldolgozások
A 19. században élt Anna Leonowens naplója alapján 1944-ben Margaret Landon írt könyvet Anna és a király címmel (Anna and the King of Siam). 1946-ban Anna és a sziámi király címmel John Cromwell készített filmet, melyben Irene Dunne és Rex Harrison játszották a főszerepeket. A film 1947-ben két Oscar-díjat nyert és további három jelölést is kapott. 1951-ben Richard Rodgers és Oscar Hammerstein II elkészítette a The King and I című musical változat, majd 1956-ban egy újabb film készült Anna és a sziámi király címmel Deborah Kerr és Yul Brynner főszereplésével. Ez a verzió öt Oscar-díjat nyert el 1957-ben (további négy jelölést kapott) több más díj mellett, köztük két Golden Globe-ot is. 1972-ben a CBS egy televíziós sorozatot készített az 1956-os film alapján, melyben Yul Brynner partnere Samantha Eggar volt. Andy Tennant 1999-es mozifilmjével egy időben egy animációs filmet (A király és én) is készített a Warner Bros., mely nagyon sok ponton tér el az egyes film és musical változatoktól. 2007-2008-ban Dél-Koreában megjelent egy újabb televíziós sorozat The King and I címmel, melyet az SBS, a négy fő dél-koreai televíziós hálózat egyike készített 66 epizódban.

### Könyv
1862-ben Anna Leonowens elfogadta a sziámi konzul ajánlatát Szingapúrban, hogy tanítsa Mongkutnak, Sziám királyának feleségeit és gyermekeit. A király 39 feleségének és ágyasának, valamint 82 gyermekének kívánt oktatást modern tudományokra és angol nyelvre. Leonowens fiával, Louis-val ment Bangkokba. 1867-ig dolgozott a palotában tanárnőként, majd a király tolmácsaként. Bár pozíciója miatt nagy tiszteletnek örvendett és politikai hatásai is voltak, nem találta megfelelőnek alkalmazása feltételeit, így 1868-ban hazatért Angliába.
Anna Leonowens könyve ezen éveiről megírt műve (The English Governess at the Siamese Court (1870)) alapján Margaret Landon írt könyvet 1944-ben Anna and the King of Siam címmel, melyet Magyarországon Anna és a király címen jelentetett meg 2006-ban a K.U.K. Kiadó.
A könyvet az Atlantic Monthly magazin így értékelte: „Varázslatos könyv. Minden szaván finoman átsüt írójának felkészültsége, és a bámulatos történetet humorral és megértéssel meséli el. És micsoda történet!” A The New York Times szerint a történettel az írónő egy ismeretlen, egzotikus múltba viszi el olvasóját.

## Érdekesség
- Mongkut király valóban írt levelet az amerikai elnöknek, melyben elefántokat ajánlott ajándékba, de nem Abraham Lincolnnak, hanem James Buchanannak.[33][34]
- Az 1956-ban készült The King and I című musical változatot is évtizedekre betiltotta a thai kormány.[22]